# Нотт
Нотт (давньоскан. Nótt, Nátt, «ніч») — персоніфікація ночі в германо-скандинавській міфології, донька йотуна Нарві, мала трьох чоловіків. Від першого, Наґльфарі, у неї народився син Ауд; від другого, Аннара, мала доньку на ім'я Йорд, богиню землі; і від останнього чоловіка, Деллінґа, мала сина на ім'я Даґ, що був усоболенням дня.

## Етимологія
Ім’я Нотт означає «ніч» і є персоніфікацією відповідного загального іменника. Це слово походить від праіндоєвропейського кореня nókʷts, що дав споріднені назви ночі в більшості індоєвропейських мов: латинське nox, грецьке nyx, санскритське nakti, готське nahts тощо. 

## Згадки в текстах

### Старша Едда
У «Старшій Едді» Нотт згадується у трьох поемах: Vafþrúðnismál («Мова Вафтрудніра»), Alvíssmál («Мова Альвіса») та Sigrdrífumál («Промова Сіґрдріви»). 
У строфі 25 «Мови Вафтрудніра» Одін питає велетня Вафтрудніра про походження дня і ночі:
| Dellingr heitir, hann er Dags faðir, en Nótt var Nörvi borin; ný ok nið skópu nýt regin öldum at ártali. | Батько Дня зветься Деллінґ, А Ніч народив Нарві. Повний Місяць і старий — створили боги, Щоб людям час вказати. |

У строфі 30 «Мови Альвіса» Тор запитує цверга Альвіса, як різні народи називають ніч. Альвіс ж відповідає:
| Nótt heitir með mönnum, en njól með goðum, kalla grímu ginnregin, óljós jötnar, alfar svefngaman, kalla dvergar draumnjörun. | Люди звуть її Ніччю, Боги кличуть Темрявою, Покров — святі аси називають, Велети — Безсвітлом, Альви — Радістю Сну, А дварфи — Ткачем Сновидінь. |

У строфі 4 «Промови Сіґрдріви» валькірія Сіґрдріва пробуджується та звертається з гімном-привітанням до космічних сил, де згадує й ніч:
| Heill dagr! Heilir dags synir! Heil nótt ok nipt! Óreiðum augum lítið okkr þinig ok gefið sitjöndum sigr! | Хай буде благословенний день! Хай будуть благословенні сини дня! Благословенна ніч і її донька! З мирними очима погляньте на нас з висоти і даруйте нам, що сидимо тут, перемогу! |

### Молодша Едда
У Gylfaginning («Видіння Гюльві») Сноррі Стурлусон описує походження та роль Нотт у космології скандинавської міфології:
Ньорві або Нарві звався йотун. У нього була донька на ім’я Нотт. Вона була чорною і темною, як і личило її роду. Вона була одружена з чоловіком на ім’я Наґльфарі. Їхній син звався Ауд. Потім вона вийшла заміж за іншого чоловіка на ім’я Аннар. Їхня донька звалась Йорд. Потім вона вийшла заміж за Деллінґа. Він був з роду асів. Їхній син звався Даґ. Він був світлий і прекрасний, як і личило його батькові. Тоді Альфадір (Одін) взяв Нотт і Даґа та помістив їх на небо, давши їм по коню і колісниці, і наказав їм їздити кожні дві доби навколо землі. Нотт їздить першою на коні, що зветься Грімфаксі, і щоранку він зрошує землю росою зі свого вудила. Кінь, на якому їздить Даґ, зветься Скінфаксі, і його грива освітлює небо і всю землю.